# دوريس دافنبورت
دوريس دافنبورت (بالإنجليزية: Doris Davenport)‏ هي ممثلة أمريكية، ولدت في 1917 في مولين في الولايات المتحدة، وتوفيت في 18 يونيو 1980 في سانتا كروز في الولايات المتحدة.

## أعمال

### أفلام
- (1940) الغربي

## وصلات خارجية
- دوريس دافنبورت على موقع IMDb (الإنجليزية)
- دوريس دافنبورت على موقع قاعدة بيانات الفيلم (الإنجليزية)